# Антон Корфиц Улфелдт
Антон Корфиц Улфелдт (на немски: Anton Corfitz Graf Ulfeldt; * 15 юни 1699, Кронщат, Руско царство; † 31 декември 1769, Виена, Хабсбургска монархия) е граф от знатна датска фамилия, австрийски политик и дипломат, държавен и имперски дворцов канцлер (1742 – 1753).

## Живот
Той е най-големият син (от шест деца) на фелдмаршал граф Лео Улфелдт (1651 – 1716) и графиня Анна Мария Цинцендорф (1674 – 1736), дъщеря на граф Рудолф фон Зинцендорф-Рейнек (1620 – 1677), таен съветник на император Леополд I, и фрайин Ева Сузана фон Цинцендорф (1636 – 1709). Внук е на най-влиятелния граф от Дания Корфиц Улфелдт (1606 – 1664) и графиня Леонора Кристина фон Шлезвиг-Холстен (1621 – 1698), дъщеря (морг.) на датския крал Кристиан IV (упр. 1588 – 1648). Дядо му е осъден на смърт и баща му Лео бяга от Дания в Австрия и влиза там във войската.
Антон започва също военна кариера, но през 1724 г. се мести в имперския дворцов съвет. От 1738 до 1742 г. той е посланик на Карл VI в Хага и Константинопол. От 1742 до 1753 г. е държавен канцлер за австрийската външна политика. Йохан Кристоф фон Бартенщайн обаче има властта.
През 1744 г. става рицар на австрийския Орден на Златното руно. Той умира на 70 години на 31 декември 1769 г. във Виена. С него фамилията измира по мъжка линия.

## Фамилия
Първи брак: на 23 юли 1730 г. във Виена с графиня Мария Анна фон Фирмонд (* 16 юли 1710; † 19 декември 1731, Виена), дъщеря-наследничка на граф Дамян Хуго фон Фирмонд (1666 – 1722) и втората му съпруга фрайин Мария Елизабет фон Буршайдт († 1753). Бракът е бездетен.
Втори брак: на 15 април 1743 г. с принцеса Мария Елизабет фон Лобковиц (* 23 ноември 1726; † 29 юли 1786, Виена), дъщеря на 4. княз Филип Хиацинт фон Лобковиц (1680 – 1737) и втората му съпруга графиня Анна Мария фон Алтхан (1703 – 1754), дъщеря на граф Михаел Фердинанд фон Алтхан (1677 – 1733). Те имат децата:
- Мария Вилхелмина Анна Йозефа (* 12 юни 1744, Виена; † 18 май 1800, Виена), омъжена на 30 юли 1761 г. във Виена за граф Франц де Паула Йохан Йозеф фон Тун-Хоенщайн (* 14 септември 1734, Течен; † 22 август 1801, Виена). Тя е приятелка с Моцарт и Бетховен.
- Франц Лео Михаел Ферериус Бонавентура Йохан Баптиста (* 7 май 1745, Виена)
- Анна Мария Елизабет Йохана Михаела Януария (* 19 септември 1747, Виена; † 27 януари 1791, Виена), омъжена на 29 август 1765 г. в Инсбрук за граф Георг Кристиан фон Валдщайн-Вартенберг (* 14 април 1743, Прага; † 6 септември 1791, Литомишъл)